# 富豪香港酒店
22°16′45″N 114°11′13″E / 22.27924°N 114.18683°E
富豪香港酒店（英語：Regal Hong Kong Hotel）為香港的一間五星級酒店，位於香港島銅鑼灣怡和街88號，鄰近怡和街68號，於1993年開业，由富豪國際酒店集團管理。

## 設施

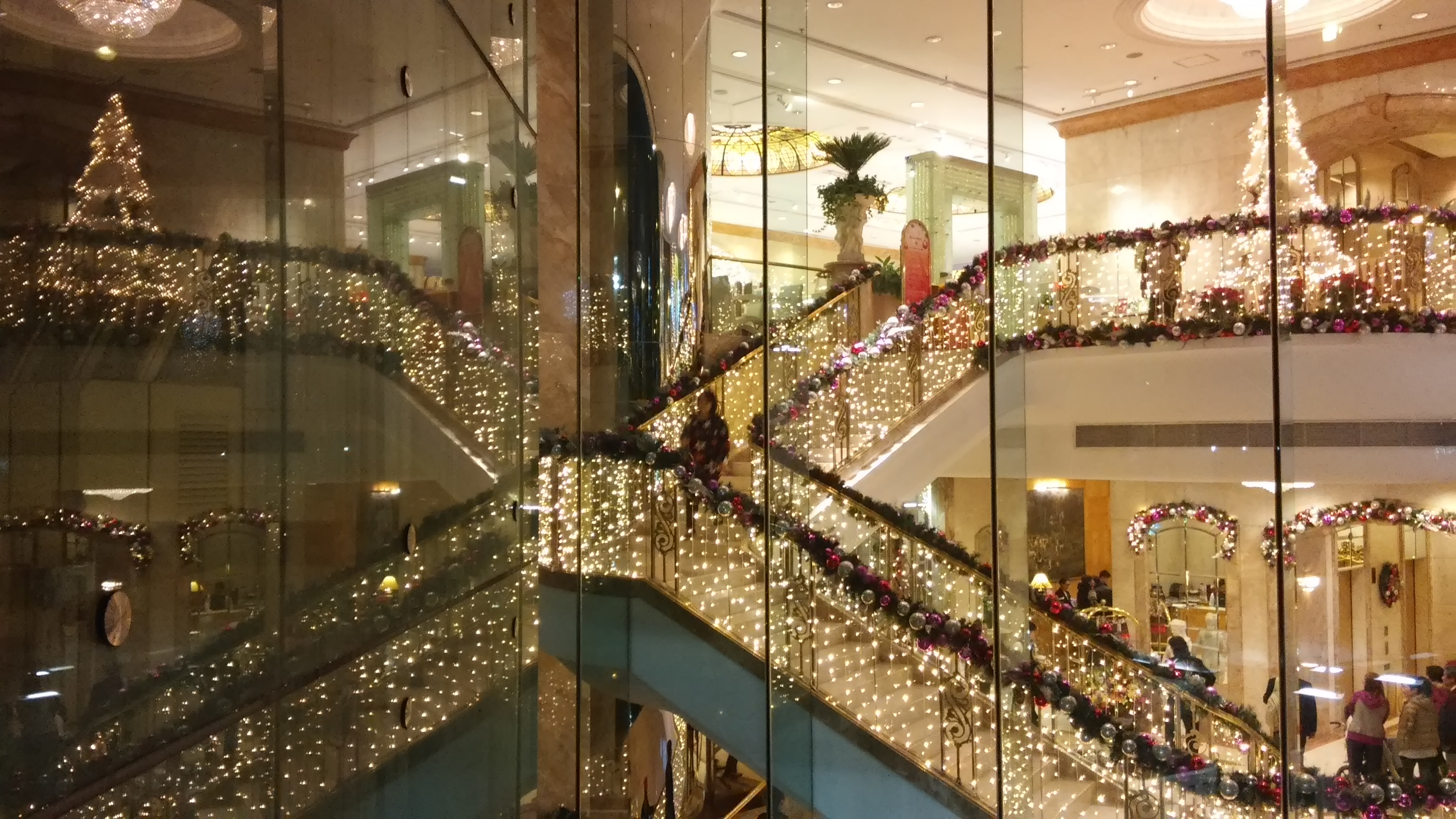
酒店大堂

酒店樓高35層，設有481間客房，包括33間套房，部份可享維多利亞港海景。
酒店房間全部佈置採用歐陸古典瑰麗優雅風格，揉合東方親切慇懃款客之道。
酒店於2005年起進行裝修工程，包括頂層加建工程，額外提供50間客房。工程已於2007年完成。
酒店頂層設露天泳池，內設20間大小不同的宴會廳及會議室、健身中心以至4間中、西及意式餐廳均提供多元化美食。

## 交通
由酒店前往香港會議展覽中心只需20-25分鐘車程，往香港國際機場亦只需60-80分鐘的車程，交通方便快捷。

## 外部連結
- 富豪香港酒店 （页面存档备份，存于）